# M3U
M3U ist ein offenes Wiedergabelisten-Format für Mediendateien, die als Liste zusammengefasst sind. Die Spezifikation wurde Ende der 90er Jahre am Fraunhofer IIS in der Arbeitsgruppe um Karlheinz Brandenburg von Martin Sieler entwickelt. Ursprünglich für MP3-Dateien entwickelt (M3U steht für MP3-URL), lassen sich beliebige Medienformate durch M3U-Dateien aufrufen. Das M3U-Format wird von den meisten Medienspielern als Wiedergabeliste unterstützt. Ein alternatives Wiedergabelisten-Format (Playlist-Format) ist PLS.

## Spezifikation
M3U ist ein textbasiertes Format.
Es wird zwischen zwei Formaten unterschieden:
- Einfache M3U
- Erweiterte M3U

### Einfache M3U
Eine M3U-Datei besteht aus einer Liste von Zeigern zu beliebigen Datenquellen (vornehmlich Mediendateien), wobei die einzelnen Einträge der M3U-Datei voneinander durch einen Zeilenumbruch getrennt werden. Beachtet werden muss, dass einige Geräte lediglich als CR LF kodierte Umbrüche akzeptieren; ein einzelnes LF wird von diesen nicht als Umbruch erkannt.
Jeder Ressourcen-Speicherort kann in einem beliebigen Format angegeben werden, das das jeweilige Betriebssystem als Zeiger zu einer Ressource versteht. So kann beispielsweise ein voller Dateiname (mit absolutem oder relativem Pfad) angegeben werden oder eine URL zu einer Datei auf einem Webserver.
Beispiel einer einfachen M3U-Datei:
```
Titel 1.mp3
Pop\Meine Auswahl\Titel 2.ogg
..\Musik\Titel 2a.mp3
C:\Dokumente und Einstellungen\All Users\Dokumente\Eigene Musik\Titel 3.flac
\\example-server\example-share\Titel 4.mp4

http://www.example.com/musik/titel5.mp3
```

Das oben gezeigte Beispiel enthält sechs Einträge zu Ressourcenspeicherorten:
- Die Datei Titel 1.mp3 ist im selben Verzeichnis wie die M3U-Datei.
- Titel 2.ogg befindet sich zwei Verzeichnisse unterhalb der M3U-Datei.
- Titel 2a.mp3 befindet sich im Ordner Musik, welcher wiederum im selben Verzeichnis ist wie die M3U-Datei
- Für Titel 3.flac wurde ein absoluter Pfad angegeben.
- Titel 4.mp4 befindet sich auf einer Dateifreigabe eines Servers im lokalen Netzwerk.
- titel5.mp3 befindet sich auf einem Webserver.

Kommentarzeilen beginnen mit '#' und werden ignoriert.

### Erweiterte M3U
Im Unterschied zur einfachen M3U werden in der erweiterten M3U zusätzlich Metadaten und ein Kopfdatenbereich verwendet.
Beispiel:
```
#EXTM3U
#EXTINF:221,Queen - Bohemian Rhapsody
Titel 1.mp3
#EXTINF:473,Dire Straits - Walk Of Life
Pop\Meine Auswahl\Titel 2.ogg
#EXTINF:264,冨田勲 – Boléro
C:\Dokumente und Einstellungen\All Users\Dokumente\Eigene Musik\Titel irgendeinenummer.flac
#EXTINF:504,Bob Marley - Buffalo Soldier

http://www.seite.invalid/musik/titel4.mp3
```

Die erste Zeile #EXTM3U ist die Einleitung der Kopfdaten und legt das Format der M3U fest, bei erweiterten M3Us ist immer als erste Zeile #EXTM3U zu verwenden.
Nach der ersten Zeile folgt der eigentliche Inhalt der M3U. Pro Mediendatei werden zwei Zeilen benötigt:
- Die erste Zeile beginnt immer mit #EXTINF:, danach folgt die Länge der Mediendatei in ganzen Sekunden. Nach der Länge wird ein Komma als Trennzeichen verwendet, danach folgt der Name der Mediendatei, welcher zur Anzeige im Medienspieler dient. Wenn die angegebene Länge kleiner als die tatsächliche Länge ist, wird die angegebene Länge – wie beim PLS-Format – nicht beachtet. (Setzt man die Länge auf −1, wird sie ebenfalls nicht beachtet.)
- Die zweite Zeile ist identisch mit der Spezifikation von einfachen M3Us, hier wird beispielsweise der volle Dateiname (mit absolutem oder relativem Pfad) oder eine URL zu einer Datei auf einem Webserver angegeben.

Es gibt aber auch Mischformen, bei denen einzelne Einträge ohne eine #EXTINF-Zeile vorkommen können.

## Mac OS X, Unix und Linux
Unter Linux und macOS sind M3U-Dateien analog aufgebaut. Bei den Pfadangaben entfällt der DOS/Windows-spezifische Laufwerksbuchstabe, und die Namen in der Verzeichnis-Hierarchie werden Unix-konform mit einem normalen Schrägstrich [/] getrennt. Eine erweiterte M3U-Datei sieht beispielsweise so aus:
```
#EXTM3U
#EXTINF:123,Alle - Unser Lied
/media/MeineFestplatte/Pfad/zu/meinen/Songs/Alle/Unser Album/Unser Lied.flac
#EXTINF:321,Alle - Dein Lied
Pfad/zu/meinen/Songs/Alle/Unser Album/Dein Lied.ogg
#EXTINF:231,Alle - Liedlos
../DeineFestplatte/Pfad/zu/deinen/Songs/Alle/Unser Album/Liedlos.m4a
#EXTINF:213,Alle - Euer Lied

http://www.example.org/musik/Alle-Unser_Album-Euer_Lied.mp3

#EXTINF:0,Alle - Ich
~/Musik/Alle/Ich.wma
#EXTINF:-1,Alle - Alle
Alle.mp4
```

Der übliche Ort für eingehängte externe Festplatten ist [/media/FestplattenName] . Die Abkürzung [~] wird oft für den Benutzer-Ordner (i. d. R. [/home/BenutzerName]) verwendet. Zwei Punkte als Verzeichnis-Angaben ([…]) wird unter DOS/Windows und allen unixoiden Systemen als Angabe für das übergeordnete Verzeichnis verwendet.

## Andere Wiedergabelisten-Formate
Siehe: Wiedergabeliste#Musiksoftware.